# Josh Almanson

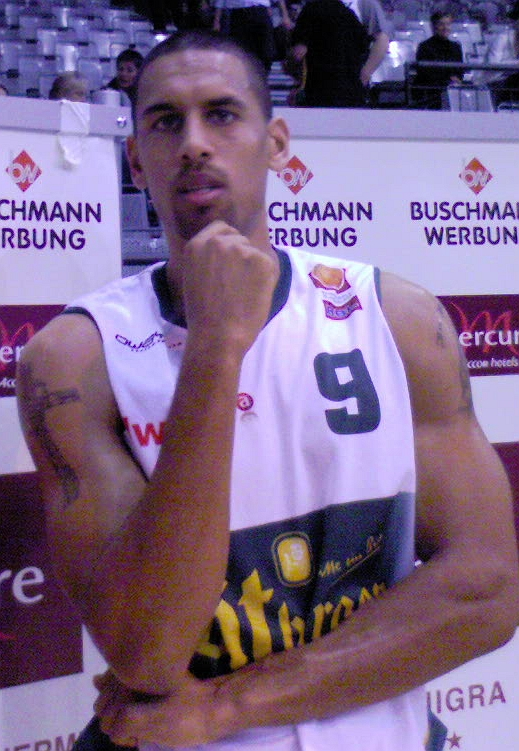
Josh Almanson

Josh Almanson (* 31. Januar 1982 in Bowling Green, Ohio) ist ein US-amerikanischer Basketballspieler.
Der 2,05 m große Forward spielte in den USA vier Jahre für das College-Team Bowling Green Falcons und wechselte dann nach Portugal zu Benfica Lissabon, wo er allerdings kaum Einsatzzeit bekam. Daraufhin schloss er sich dem luxemburgischen Erstligisten AB Contern an. Dort fiel er mit einem Punkteschnitt von 27 pro Spiel den Scouts des deutschen Bundesligisten TBB Trier auf, der ihn ab der Saison 2006/07 verpflichtete. In der Saison 2008/09 ging Josh Almanson für den schweizerischen Club BC Lugano Tigers in der Schweizer Basketballliga an den Start, danach spielte er für BBC Nyon und Lions de Genève. 2011/12 war er in der französischen Liga NM 1 für Vendée Challans Basket aktiv.